# Phạm Hải Nam
Phạm Hải Nam (sinh ngày 21 tháng 2 năm 1983) là một cựu cầu thủ bóng đá người Việt Nam từng thi đấu ở vị trí hậu vệ cho câu lạc bộ Hà Nội.